# Fabrice Olinga
Fabrice Olinga Essono (Douala, el 12 de maig de 1996), conegut com a Olinga, és un futbolista professional camerunès.

## Primers anys
Nascut a Douala, Olinga va començar al món del futbol a la «Fundació Samuel Eto'o» al Camerun. El 2009 va entrar al planter del RCD Mallorca.
Dos anys després, Olinga fou descobert pel director del planter del Màlaga CF, Manuel Casanova, qui el va convidar a ingressar al club. Va tenir un paper crucial pels andalusos, que va permetre que arribessin a la final de la Copa del Rei juvenil de futbol de 2012; de tota manera, es va perdre per sanció el partit decisiu contra el RCD Espanyol (derrota per 0−1).

## Trajectòria professional
Amb només 16 anys, Olinga va ser convocat per l'entrenador del primer equip Manuel Pellegrini pel primer partit de la temporada 2012–13, contra el Celta de Vigo: va entrar al minut 60 de partit, per Sebastián Fernández, i va acabar marcant l'únic gol del partit, esdevenint així el jugador més jove en haver marcat un gol en la història de La Liga, amb 16 anys i 98 dies, batent el rècord anterior en possessió d'Iker Muniain per 191 dies.
Quatre dies després Olinga va jugar novament amb el primer equip, apareixent en una victòria per 2–0 contra el Panathinaikos FC a la Lliga de Campions de la UEFA, en què hi jugà 70 minuts.

## Selecció estatal
El 2 d'octubre de 2012, Olinga fou convocat pel Camerun per a la fase de classificació de la Copa d'Àfrica de Nacions 2013, en un partit contra Cap Verd, en el qual va marcar (en una victòria per 2-1).